# Farnborough (Londyn)
Farnborough – dzielnica Londynu, w Wielkim Londynie, leżąca w gminie Bromley. Leży 20,7 km od centrum Londynu. W 2001 roku dzielnica liczyła 9033 mieszkańców.